# Thomas Königshofer
Thomas Königshofer (1 de junio de 1969) es un deportista austríaco que compitió en ciclismo en la modalidad de pista.
Ganó una medalla de bronce en el Campeonato Mundial de Ciclismo en Pista de 1989, en la prueba amateur de medio fondo. Su hermano Roland también compitió en ciclismo.

## Medallero internacional
| Campeonato Mundial | Campeonato Mundial | Campeonato Mundial | Campeonato Mundial |
| Año                | Lugar              | Medalla            | Competición        |
| ------------------ | ------------------ | ------------------ | ------------------ |
| 1989               | Lyon (Francia)     | Medalla de bronce  | Medio fondo (A)    |